# Baliothrips
Baliothrips (лат.) — род трипсов из семейства Thripidae (Thysanoptera).

## Распространение
Два вида этого рода обитают в Европе, а третий вид — в восточном Китае.

## Описание
Мелкие насекомые с четырьмя бахромчатыми крыльями. Самка макроптерная. Голова в длину, как в ширину или длиннее; нижнечелюстные пальпы 2- или 3-сегментные; глаза без пигментных фасеток; глазные волоски I отсутствуют, пара II длиннее III; пять пар длинных заднеглазничных волосков, пара I самая длинная, не расположены в прямой ряд. Антенна 7-сегментная; сегмент I без парных дорсо-апикальных волосков; III и IV с коротким вильчатым смысловым конусом; III—VI с микротрихиями на обеих поверхностях. Пронотум поперечный, с двумя парами постероангулярных волосков; без дискальных волосков. Мезонотум без скульптуры и кампановидных сенсилл на передней трети; срединная пара волосков далеко от заднего края. Метанотум с неравномерными продольными полосами, срединные волоски далеко от переднего края; кампановидные сенсиллы присутствуют или отсутствуют. Первая жилка переднего крыла с неполным рядом волосков, два волоска дистально; вторая жилка с волосками, широко расставленными дистально; клавус с четырьмя жилковыми и одним дискальным волосками; реснички заднемаргинальной каймы волнистые. Мезостернальная фурка обычно без шипика; метастернальная фурка без шипика. Лапки 2-сегментные; задние голени с двумя или тремя волосками длиннее ширины голени. Тергиты без краспедии, V—VIII с парными ктенидиями латерально, на VIII спереди от дыхальца; гребень на VIII представлен несколькими микротрихиями латерально; IX без передней кампановидной сенсиллы; X с неполным расщеплением. Стернит II с двумя или тремя парами краевых волосков, III—VII с тремя парами, S1 на краю или перед краем. Самцы сходны с самками, стерниты обычно с поровыми пластинками. Все три вида этого рода связаны с злаками, предположительно питаясь и размножаясь на листьях.

## Классификация
3 вида. В подсемействе Thripinae близок к группе Stenchaetothrips и Fulmekiola, с которыми разделяет почти полосатую скульптуру на метанотуме. Один европейский вид, Baliothrips kroli, помещен (Strassen, 2003) в отдельный монотипический род из-за наличия пары более длинных волосков на переднем крае переднеспинки, а также наличия 3-сегментных максиллярных пальп. Однако у kroli и dispar имеется замечательная синапоморфия, включающая дополнительную пару волосков медиально на втором брюшном стерните. У вида, описанного из Китая, эта пара волосков отсутствует.
- Baliothrips dispar (Haliday, 1836)
- Baliothrips kroli (Schille, 1912)
- Baliothrips sunae Zhang, Wang, Li & Mound, 2018